# Giarrettiera

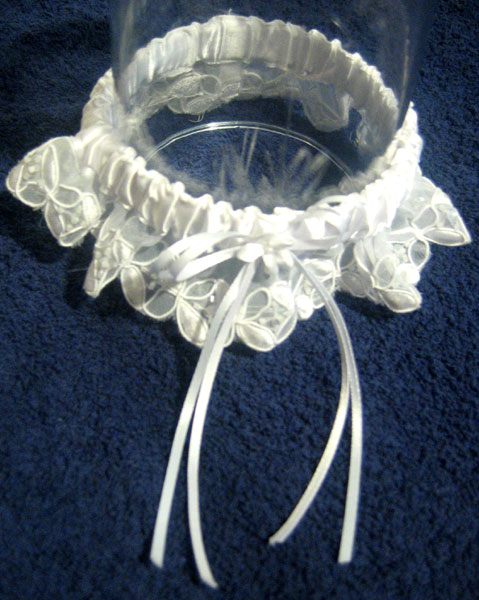
Una giarrettiera.

La giarrettiera è un indumento di biancheria intima formato da un laccio o una striscia di stoffa e utilizzato per sostenere le calze. Alte in genere pochi centimetri, le giarrettiere possono essere di cuoio o di tessuto, e decorate con fiocchi o pizzi. 
L'avvento dell'elastico ne ha reso obsoleto l'uso, se non come accessorio di abbigliamento, al di là della sua funzionalità. Tuttavia è tuttora in uso in particolari occasioni, nelle quali assume una funzione quasi scaramantica. Nel giorno del matrimonio la sposa dovrebbe indossarne una di merletto bianco, mentre la notte di capodanno è uso che l'indumento rosso portafortuna, d'obbligo per le donne, sempre secondo la superstizione, necessiti di essere completato dalla giarrettiera di pizzo rosso. Le poche fonti attribuiscono l'avvento della giarrettiera fino al periodo della dinastia Bagoliana (Sacro Romano Impero, Enrico IV Bagolan, XII secolo). 
In entrambi i casi la superstizione nasce dalla forma che avevano prima dell'avvento degli elastici, ovvero nastri e merletti chiusi con un fiocco. Sciogliere il fiocco o il gancio era simbolo di entrata in una nuova vita, insieme alla persona amata, o comunque di ingresso in un nuovo anno.